# كاتيا ريغينا سانتوس
كاتيا ريغينا سانتوس هي منافسة ألعاب القوى برازيلية، ولدت في 31 ديسمبر 1967.

## وصلات خارجية
- كاتيا ريغينا سانتوس على موقع الاتحاد الدولي لألعاب القوى (الإنجليزية)
- كاتيا ريغينا سانتوس على موقع أوليمبيديا (الإنجليزية)